# 小行星160493
小行星160493（160493 Nantou，南投小行星），臨時編號2007 CD13，是一顆位於小行星帶的小行星。由就讀於廣州中山大學的中國天文愛好者葉泉志和台灣國立中央大學鹿林天文台台長林宏欽於2007年2月6日發現。2009年1月18日以鹿林天文台所在位置和感謝南投縣政府對鹿林天文台的幫助，命名為南投（Nantou）。